# ロバート・カイリュー
ロバート・カイリュー（カイユー、カイヨー、Robert Cailliau、1947年1月26日 - ）は、World Wide Webの共同開発者の一人。
カイリューはベルギーのトンゲレンで生まれた。1958年に家族と共にアントウェルペンに移る。1958年にゲント大学の機械科工学を卒業する。また、ミシガン大学でコンピュータ・情報と制御工学（Computer, Information and Control Engineering）の修士（MSc）を取得した。
1974年12月、カイリューは欧州原子核研究機構（CERN）で職を得、陽子加速装置部門に配属された。1987年4月にデータ取扱部門のオフィス・コンピューティング・システムチームのチームリーダーに昇進。1989年にはティム・バーナーズ＝リーとともにCERN内の文書にアクセスするためのハイパーテキストシステムを提案した。このハイパーテキストシステムは、翌1990年にはWorld Wide Webへと発展していった。
1993年、カイリューはフラウンホーファー協会と共同で欧州委員会初のウェブによる情報流布プロジェクトを立ち上げた。同年12月、カイリューは翌1994年5月にCERNで開かれた国際WWW会議への招待を受けた。この会議は以後毎年開かれている。

## 著書
- How the Web Was Born: The Story of the World Wide Web, James Gillies, Robert Cailliau (Oxford Paperbacks, 2000) ISBN 0192862073